# Université de Goa
 (avril 2021).
La mise en forme du texte ne suit pas les recommandations de Wikipédia : il faut le « wikifier ».
Les points d'amélioration suivants sont les cas les plus fréquents :
- Les titres sont pré-formatés par le logiciel. Ils ne sont ni en capitales, ni en gras.
- Le texte ne doit pas être écrit en capitales (les noms de famille non plus), ni en gras, ni en italique, ni en « petit »…
- Le gras n'est utilisé que pour surligner le titre de l'article dans l'introduction, une seule fois.
- L'italique est rarement utilisé : mots en langue étrangère, titres d'œuvres, noms de bateaux, etc.
- Les citations ne sont pas en italique mais en corps de texte normal. Elles sont entourées par des guillemets français : « et ».
- Les listes à puces sont à éviter, des paragraphes rédigés étant largement préférés. Les tableaux sont à réserver à la présentation de données structurées (résultats, etc.).
- Les appels de note de bas de page (petits chiffres en exposant, introduits par l'outil «  Source ») sont à placer entre la fin de phrase et le point final[comme ça].
- Les liens internes (vers d'autres articles de Wikipédia) sont à choisir avec parcimonie. Créez des liens vers des articles approfondissant le sujet. Les termes génériques sans rapport avec le sujet sont à éviter, ainsi que les répétitions de liens vers un même terme.
- Les liens externes sont à placer uniquement dans une section « Liens externes », à la fin de l'article. Ces liens sont à choisir avec parcimonie suivant les règles définies. Si un lien sert de source à l'article, son insertion dans le texte est à faire par les notes de bas de page.
- La présentation des références doit suivre les conventions bibliographiques. Il est recommandé d'utiliser les modèles {{Ouvrage}}, {{Chapitre}}, {{Article}}, {{Lien web}} et/ou {{Bibliographie}}. Le mode d'édition visuel peut mettre en forme automatiquement les références.
- Insérer une infobox (cadre d'informations à droite) n'est pas obligatoire pour parachever la mise en page.

Pour une aide détaillée, merci de consulter Aide:Wikification.
Si vous pensez que ces points ont été résolus, vous pouvez retirer ce bandeau et améliorer la mise en forme d'un autre article.
L'université de Goa est un établissement public d'enseignement supérieur de l'État indien de Goa.
Les traditions de l'université de Goa remontent au XVIIe siècle, avec la création des premiers cours universitaires par l'Empire portugais,. Cependant, ce n'est qu'après l'annexion de Goa que la consolidation du processus avec l'université de Bombay a établi un Centre d'enseignement et de recherche post-universitaires (Centre of Post-Graduate Instruction and Research, CPIR) à Panaji. Le CPIR a offert l'affiliation aux premiers universités institués à Goa en juin 1962. Depuis 1985, l'université de Goa a repris le rôle du CPIR. Elle propose des études supérieures et post-universitaires et des programmes de recherche.
Actuellement (2014-2019), l'université est accréditée par le Conseil national d'évaluation et d'accréditation en Inde avec une notation A.
Elle est située sur le plateau de Taleigão et est l'une des rares universités de l'Inde proposant des langues occidentales telles que le portugais  et le français. Le Département d'études portugaises et lusophones de l'université est le seul dans tout le sous-continent indien.

## Histoire

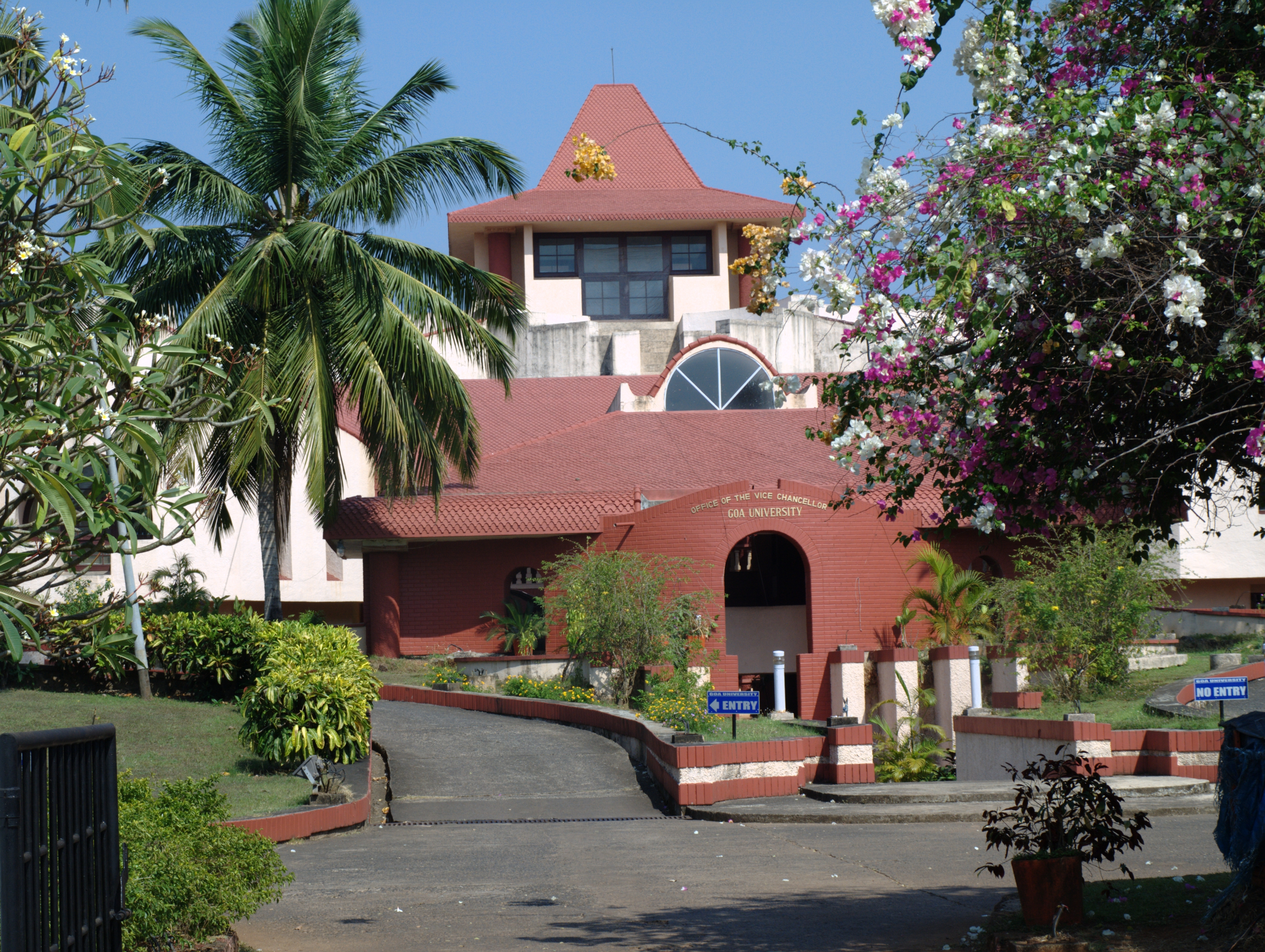
Université de Goa, bloc d'administration principal. Le bureau du vice-chancelier, du registraire et d'autres fonctionnaires sont situés ici.

La tradition universitaire de l'université de Goa a également commencé pendant la domination portugaise, avec l'installation de plusieurs établissements d'enseignement supérieur : le plus ancien est le Collège médical de Goa, datant de 1691, suivi de l'école mathématique et militaire, fondée en 1817 et le Collège de Pharmacie de Goa, fondé en 1842. Ces écoles (à l'exception de l'école mathématique et militaire, qui a été abolie en 1871) ont progressivement formé l'université de Goa lorsque sa fondation,.
Moins de six mois après l'annexion de Goa et grâce à des initiatives privées et au soutien du gouvernement, il existe deux collèges :
- Dhempe College of Arts and Science, Panjim (1962)[8];
- Parvatibai Chowgule College of Arts and Science, Margao (1962)[9].

Au cours de la toute première année, le nombre d'étudiants inscrits dans ces deux collèges s'élevait à 879.
D'autres collèges étaient bientôt créés :

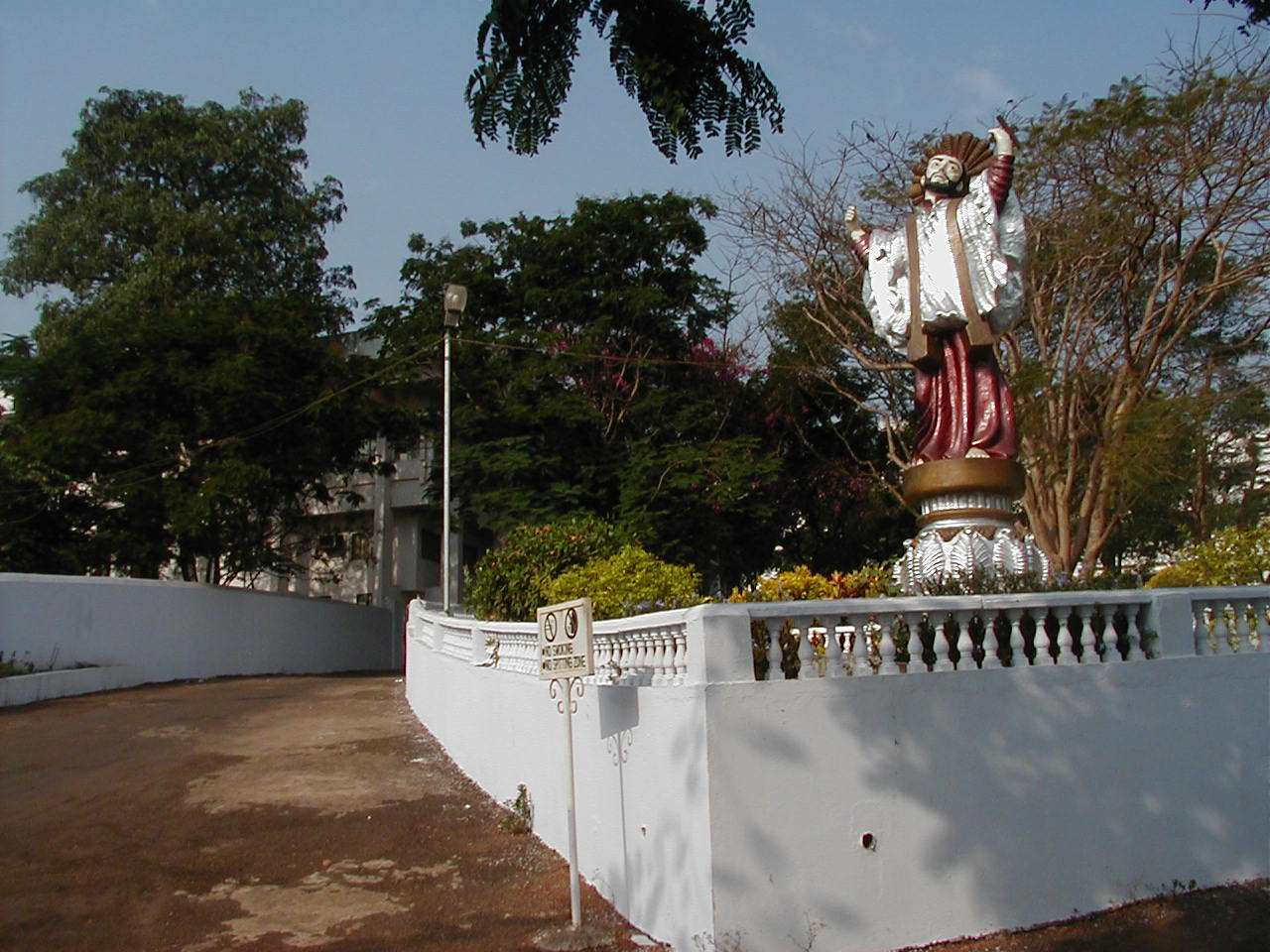
Saint-Xavier, un autre collège précoce de Goa.

- Collège Saint-Xavier, Mapusa, Goa, Mapusa (1963) [10]
- Carmel College for Women, Nuvem (1964) [11]
- Collège S.S. Dempo de commerce et d'économie (1966) [12]
- Collège d'ingénierie de Goa (1967) [13]

Au fur et à mesure que ces institutions et d'autres ont vu le jour, la question de l'affiliation a fait surface et a conduit à un débat puisque Goa était un territoire de l'Union. Il y avait des suggestions qu'elles soient affiliées à l'université de Delhi. Cependant, les collèges ont choisi d'être affiliés à l'université de Bombay. À la demande du gouvernement de Goa, il y avait la création du Centre d'enseignement et de recherche post-universitaires par l'université de Bombay avec le soutien de l'administration de Goa.